# Thomas Jacobsen
Thomas Jacobsen (ur. 13 września 1972) – duński żeglarz sportowy. Złoty medalista olimpijski z Sydney.
Zawody w 2000 były jego jedynymi igrzyskami olimpijskimi. Startował w klasie Soling. Wspólnie z Jesperem Bankiem i Henrikiem Blakskjærem sięgnął w tej konkurencji po złoto. W 1994 zdobył srebro mistrzostw świata.